# Сіпсик (книга)
Сіпсик (ест. Sipsik) — персонаж трьох дитячих книг Ено Рауда (письменникові 1974 року присуджено Премію імені Г. К. Андерсена).

## Зміст
Сіпсик – справжній символ естонської дитячої літератури. Це кумедна лялька (в Україні її б назвали мотанкою) з чорним волоссям у білому костюмчику в блакитну смужку (впізнаваним цей образ зробив перший ілюстратор книги Едгар Вальтер), яку для меншої сестрички Ану пошив братик Март. Спочатку іграшка вийшла незугарна й розчарувала маленького майстра, та потім увесь смуток випарувався: Сіпсик ожив і став спілкуватися з дітьми (щоправда, чути його могли лише Март й Ану). Він спонукав малечу до пригод: дітлахи залазили з лялькою на дах будинку, відправляли її на Місяць, боролися з осами тощо. 
Ану в книзі здебільшого розповідає Сіпсику «про життя» або «виховує» його, але в останній главі герої міняються місцями: Сіпсик усвідомлює, що коли Ану подорослішає, їй більше не схочеться грати з ним. Лялька просить, щоби Ану не забувала її, а поклала в порожню коробку для взуття, звідки іноді, навіть будучи великою дівчиною, вона вийматиме її та згадуватиме їхні спільні пригоди — прогулянку на даху, плавання тощо. 
Цікаво знати, що батька письменника звали Март, сестру — Ану (в російському виданні цей змістовний зв’язок втрачено — дітей назвали Максимом і Анею, це видання також має іншого ілюстратора, який радикально змінив образ ляльки).

## Книги
- Sipsik, 1962 (естонською мовою перевидавався багато разів) ISBN 978-9949-4-4947-7
- Anu ja Sipsik, 1970
- Sipsikute juturaamat, 1978

## Сіпсик іншими мовами
Історії про Сіпсика видано багатьма мовами: англійською, комі, литовською, латвійською, польською, німецькою, фінською, таджицькою, удмуртською, українською, білоруською та російською, а також японською.
2020 року за книгою було створено повнометражний естонський мультфільм, озвучений чотирма мовами (естонською, англійською, данською та російською).